# 石川栄次郎

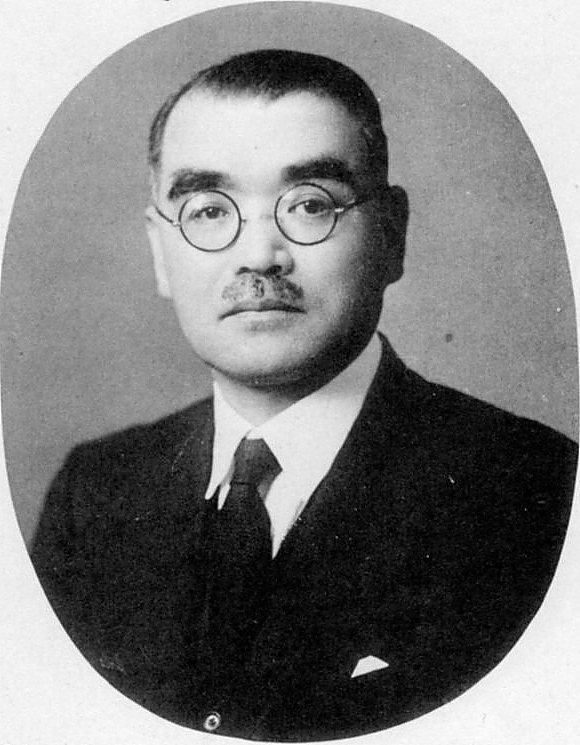
石川栄次郎の肖像写真

石川 栄次郎（旧字体：石川 榮次󠄁郞、いしかわ えいじろう、1886年（明治19年）9月15日 - 1959年（昭和34年）9月9日）は、大正から昭和にかけて活動した日本の土木技術者・実業家。
名古屋電灯、大同電力、日本発送電の3社を通じて木曽川などでの水力開発に従事。戦後は中部電力副社長、次いで電源開発理事に就任し、佐久間ダム建設工事に関った。愛知県出身。

## 経歴

### 名古屋電灯入社
石川栄次郎は1886年（明治19年）9月15日、石川粂三郎の長男として愛知県碧海郡長崎村井杭山（依佐美村を経て現・安城市）に生まれた。父が名古屋市に出て米屋を開業したため、7歳のとき名古屋市へ転居。幅下小学校、愛知県立第一中学校（愛知一中）を経て1907年（明治40年）に名古屋高等工業学校（現名古屋工業大学）土木科に進む。中学・高工の後輩大西英一（日本発送電総裁、土木学会会長等を歴任）とは一生の友人となった
1910年（明治43年）卒業と同時に逓信省臨時発電水力調査局に入る。同局は当時の逓信大臣後藤新平が省内に設置した河川調査機関である。6月、石川は名古屋支局に配属され、まず矢作川の調査にとりかかった。続いて長良川、木曽川、飛騨川、揖斐川、宮川、櫛田川、雲出川と調査を進め、中部地方の河川を踏破した。この水力調査局は五カ年計画で河川調査を実施する予定であったが、大臣が交代したので方針が変わり、行政整理のため3年目で廃止となる。そのため石川らは予定を切り上げ、東京の本省にて1年がかりで報告書を纏めた。

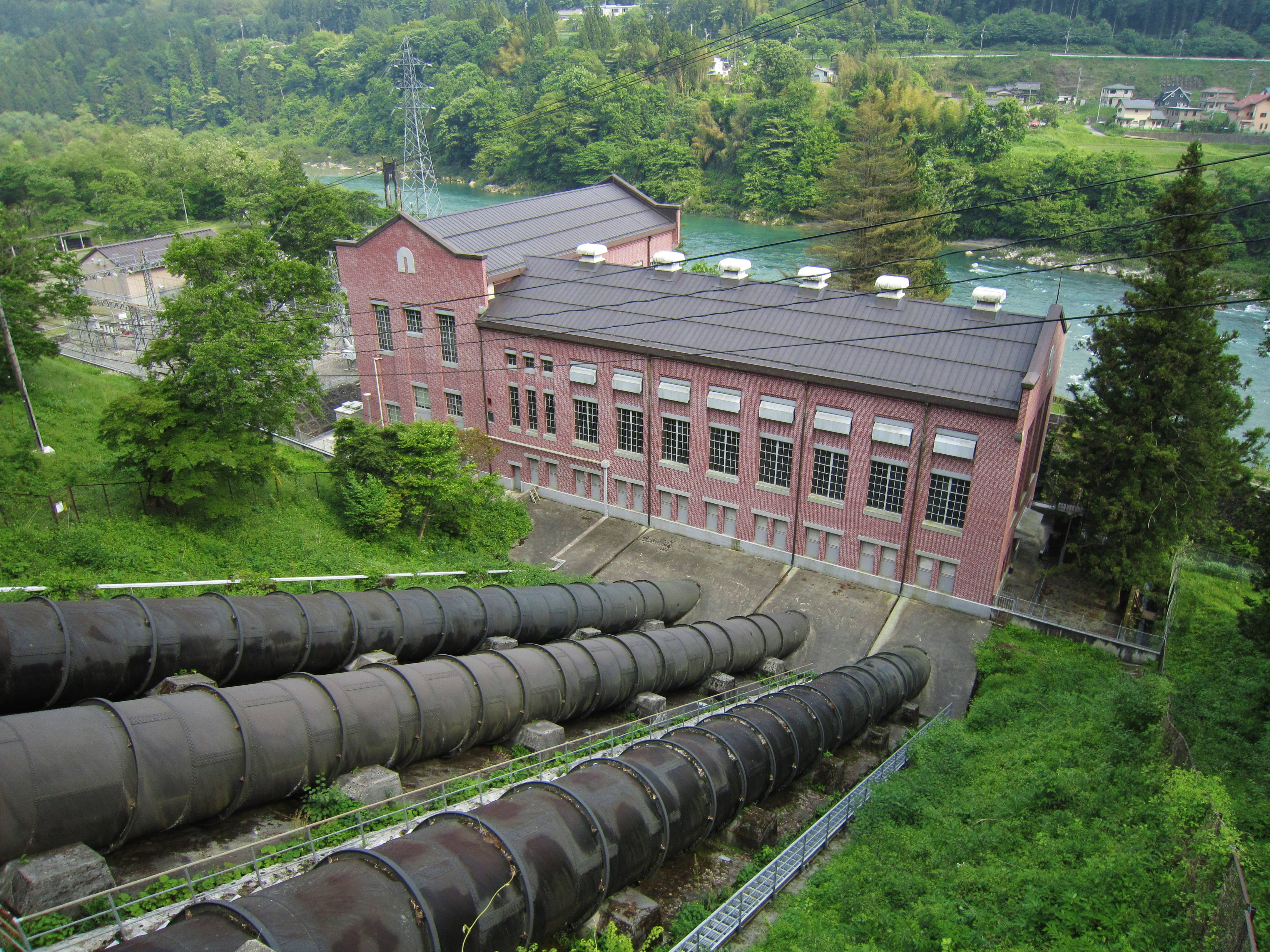
土木工事担任者として建設に関った大桑発電所

水力調査局廃止後は逓信省を辞め、名古屋の電力会社名古屋電灯株式会社に入社した。同社では当時、福澤桃介が1913年（大正2年）に常務取締役、翌年に社長となって経営を掌握しており、電源開発の体制を整えるため各方面から人材を引き抜いていた。水力調査局名古屋支局の主任技師で石川の上司であった杉山栄も1913年に同社へ入社しており、杉山の紹介で1914年（大正3年）2月に石川も入社、東京から名古屋へと戻った。名古屋電灯では、新設されて間もない臨時建設部に配属された。臨時建設部は当初、主任の杉山栄のほか石川や藤波収など合計4名が所属するのみの小さな組織であった。主たる任務は、建設済みの八百津発電所よりも上流側の木曽川開発で、水利権の出願や実施計画に関する調査を担当した。
1914年9月、八百津発電所改良工事の主任となったのが石川にとって初めての現場経験であった。1917年（大正6年）3月、名古屋電灯が賤母（しずも）水力の水利権を獲得すると、賤母発電所建設の担当となり現地に入る。同発電所建設に関連して、工事用のつり橋「対鶴橋」の設計を行った。しかし同年9月、大桑発電所建設の担当に転ずるよう指示され、現地に入り実地調査を始めた。大桑発電所は翌1918年（大正7年）10月に着工され、1921年（大正10年）3月に竣工する。建設工事に際し、石川は土木部門の工事担任者の一人となった。

### 大同電力時代

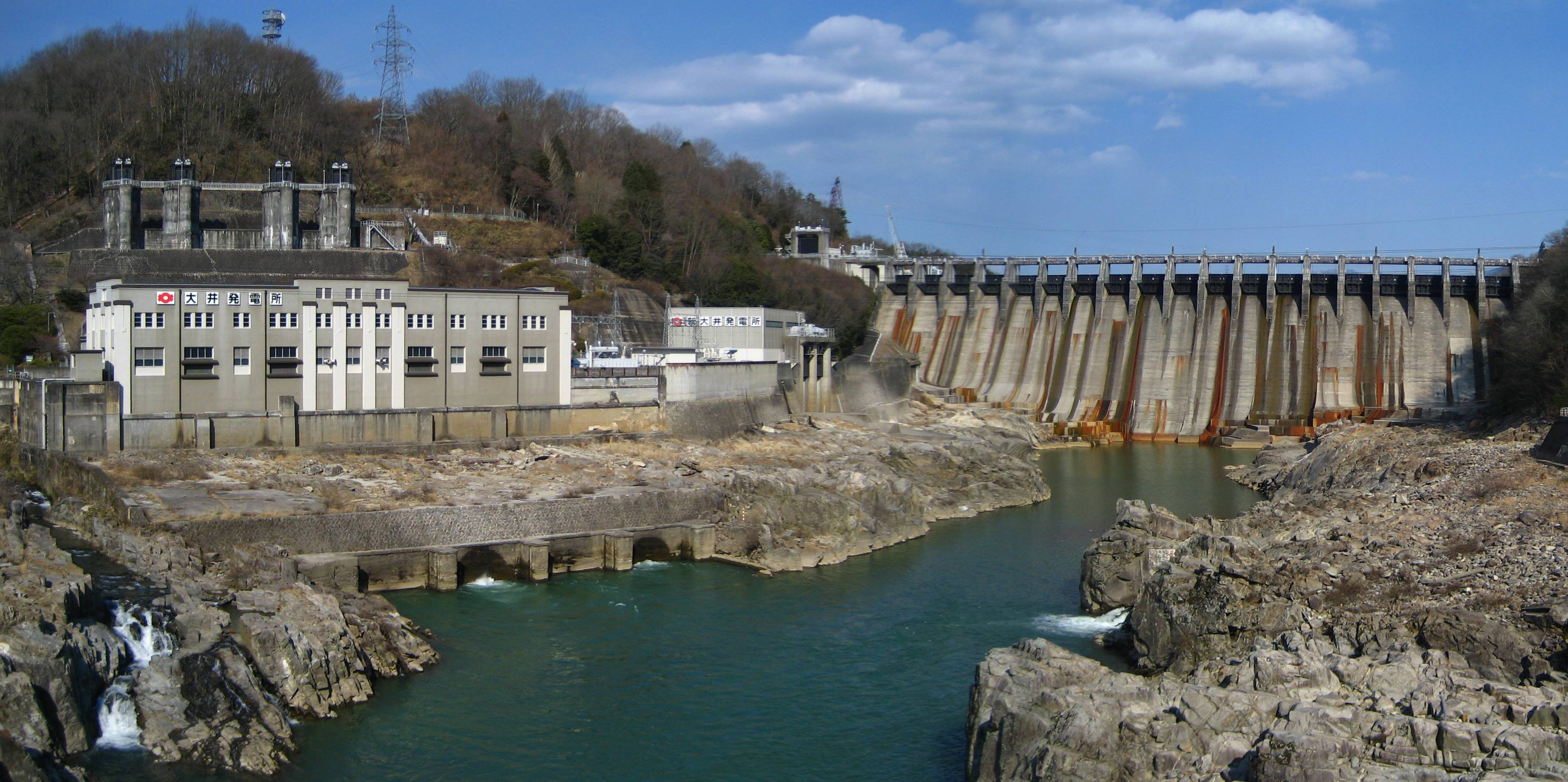
大井ダムと大井発電所（左）

大桑発電所担当中の1918年9月、臨時建設部が新会社木曽電気製鉄（後の木曽電気興業）に分離され、新会社が開発を担当する一方で名古屋電灯は配電に特化する、という体制に変わっていた。さらに木曽電気興業と大阪送電・日本水力の3社が合併し、1921年（大正10年）2月に福澤桃介を社長とする大同電力株式会社が成立した。石川は大同電力の所属となり、大桑発電所の完成後は桃山発電所建設の担当となっていたが、名古屋電灯が浜松の天竜川水力電気を買収することになったからということで1921年6月、天竜川開発担当に回された。静岡県側の地点での水利権獲得に動き、実地調査などを行うものの、天竜川開発を行う新会社の設立が不況により断念されたため、翌1922年（大正11年）7月、一転してアメリカ合衆国でのダム研究を指示された。
1922年11月にアメリカ・サンフランシスコへ到着。アメリカのダムを視察して回り、翌1923年（大正12年）6月に帰国した。当時、大同電力では大井発電所および大井ダム建設の最中であり（1922年7月着工）、石川は帰国後直ちに大井発電所へ派遣された。大井出張所の次長に就任し、土木部門の工事担任者の一人となる。難工事の末、1924年（大正13年）12月に大井発電所は竣工した。大井ダム竣工後は木曽川にて計画中の発電所の調査設計を命じられる。しかし大同電力の発電所建設は1926年（大正15年）に落合発電所が完成したのを最後にしばらく中断された。
1927年（昭和2年）、石川は木曽川支流伊那川に目をつけ、伊那川に発電所を持つ製紙会社樺太工業からの電気事業買収と発電所の新規建設、およびこれを管轄する新会社の設立を企画する。この企画は大同電力の容れるところとなり、翌1928年（昭和3年）11月に伊那川電力、後の木曽発電株式会社が発足した。設立に際して石川は同社取締役に就任し、同社の建設工事を主宰することとなった。

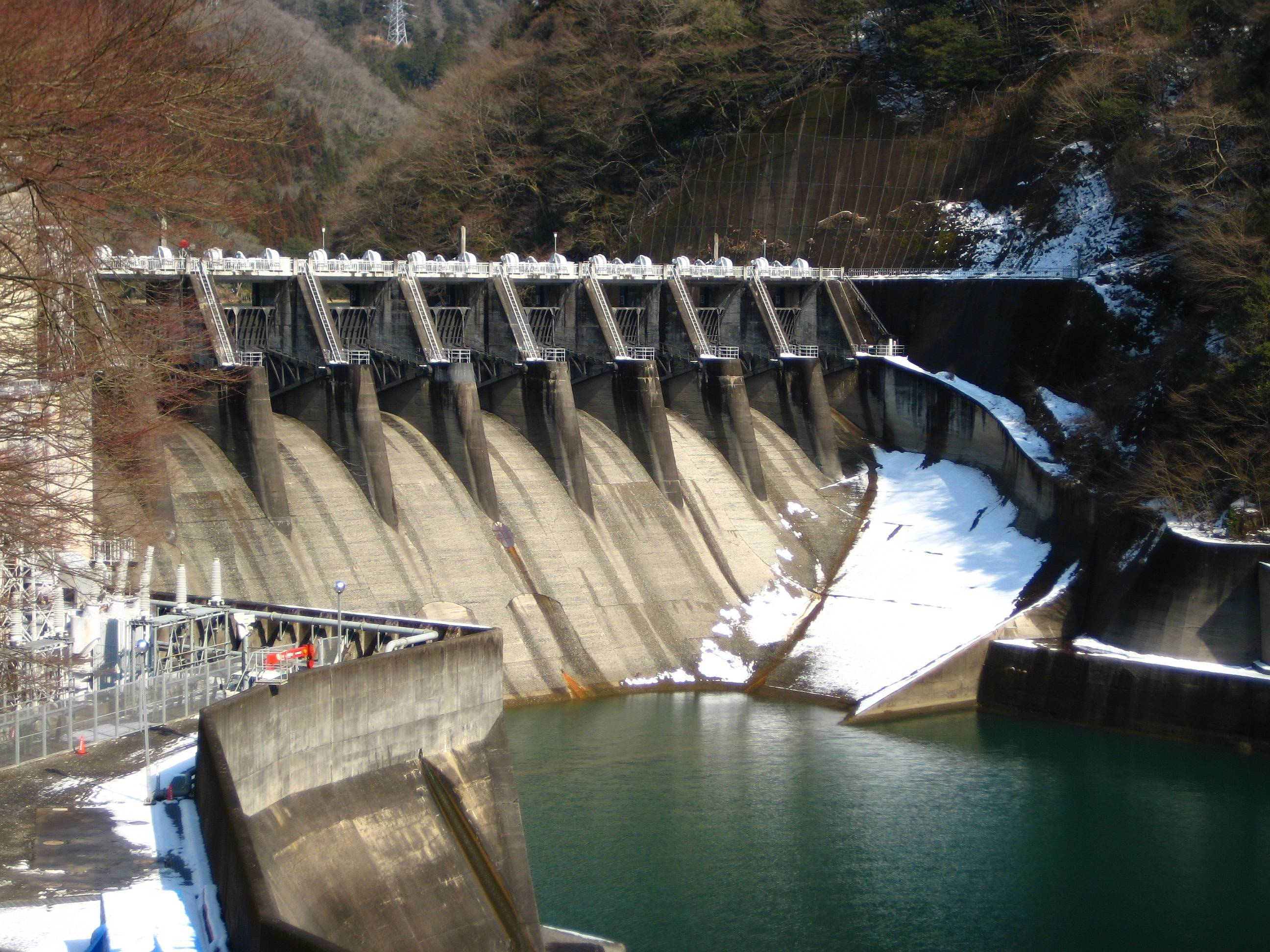
笠置ダム

1931年（昭和6年）になると不況による業績不振のため大同電力社内では整理が実行され、石川は名古屋支店所属であったがに大阪支店工務課土木係主任となり大阪に転勤となった。一旦建設部門は縮小されたのであるが、会社更生の一環として1933年（昭和8年）より発電所建設を再開すると、翌1934年（昭和9年）5月には工務課土木係が強化されて石川を課長とする土木課として独立した。同年7月、木曽川笠置発電所建設のため笠置出張所が現場に開設され、石川は土木課長と兼務で所長に就く。笠置発電所は石川を土木部門の工事担任者として着工され、1936年（昭和11年）11月に竣工した。続いて木曽川寝覚出張所長に就任、笠置と同様石川を土木部門の工事担任者として寝覚発電所の建設が始まり、1938年（昭和13年）9月竣工するに至った。
1937年（昭和12年）6月、大同電力取締役に選出される。最終的に同社では取締役工務部次長兼土木課長を務めた。

### 日本発送電時代

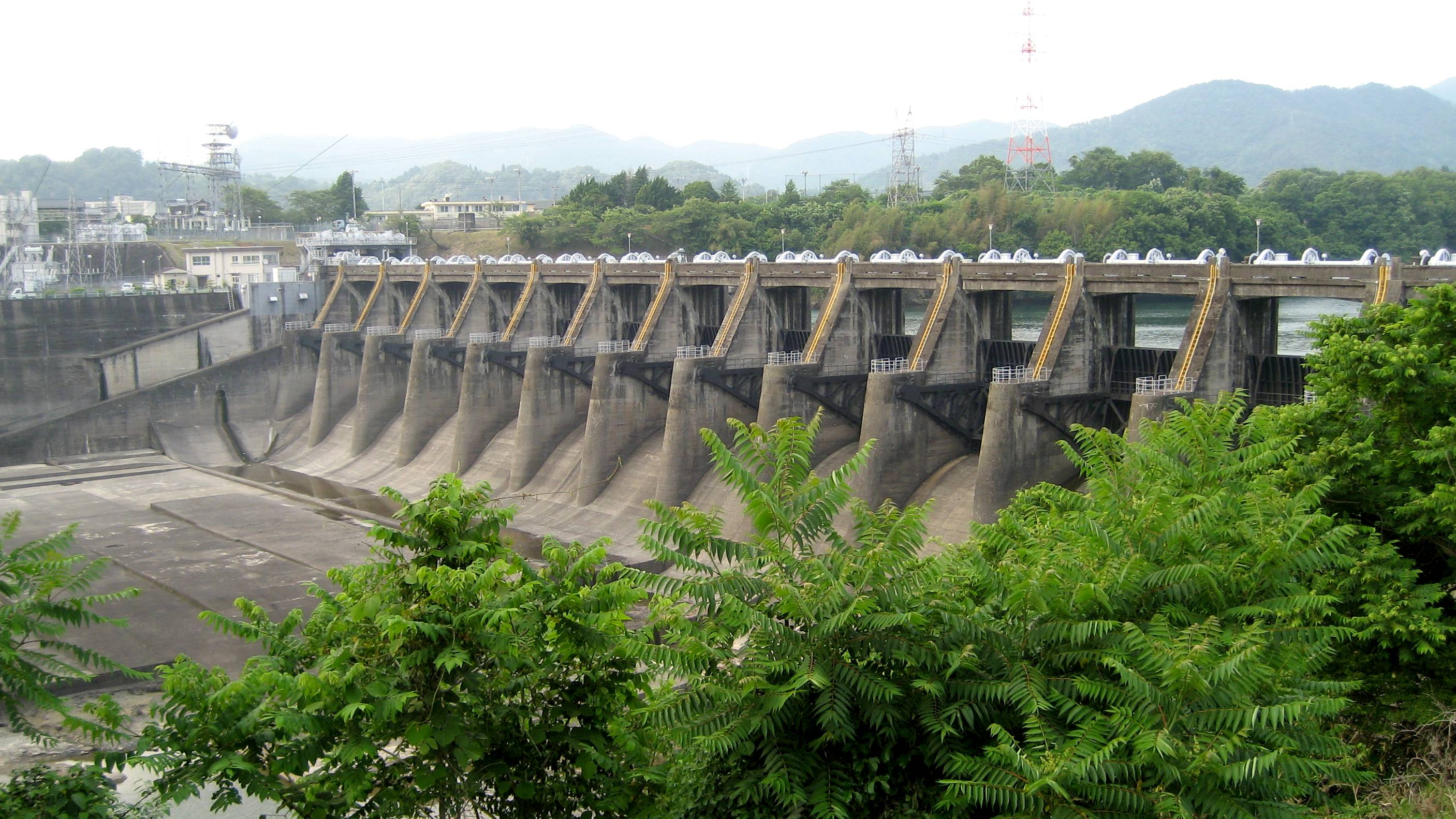
兼山ダム

1938年（昭和13年）4月、電力の国家管理を目的とする電力管理法が公布され、国策会社日本発送電株式会社（日発）の設立が決定した。同年9月、同社設立準備事務所の開設とともに石川は事務所に入り、日発の設立準備に携わる。一方大同電力は日発へと資産負債一切を移譲し解散することを決定したので、翌1939年（昭和14年）3月30日付で石川は大同電力取締役を退任した。
1939年4月1日、電力管理法に基づき発送電事業を経営する日発が発足する。出力5,000キロワットを超える新規の水力発電所建設は日発が一手に引き受けることとなり、そのうち大阪・京都・三重・愛知・岐阜の5府県および長野県木曽川筋の開発を管轄する部署として中部水力建設事務所（後の中部水力事務所）を名古屋市に設置。管内では、大同電力から計画を引き継いだ兼山ダム（兼山発電所）・常盤ダム（常盤発電所）・三浦ダム（三浦貯水池）の建設がまず始められた。日発に移った石川はこの中部水力建設事務所の所長に就任。兼山ダム・三浦ダムの建設事務所の所長も兼任した。
日発の機構改革により1943年（昭和18年）12月、中部水力事務所は建設局名古屋出張所に改組された（1945年4月廃止）。石川は名古屋出張所長に就任する。翌1944年（昭和19年）5月理事に選出され、戦後日発が解散するまで役員の一人となった。さらに1946年（昭和21年）4月、東海支店長に就任した。

### 佐久間ダム建設

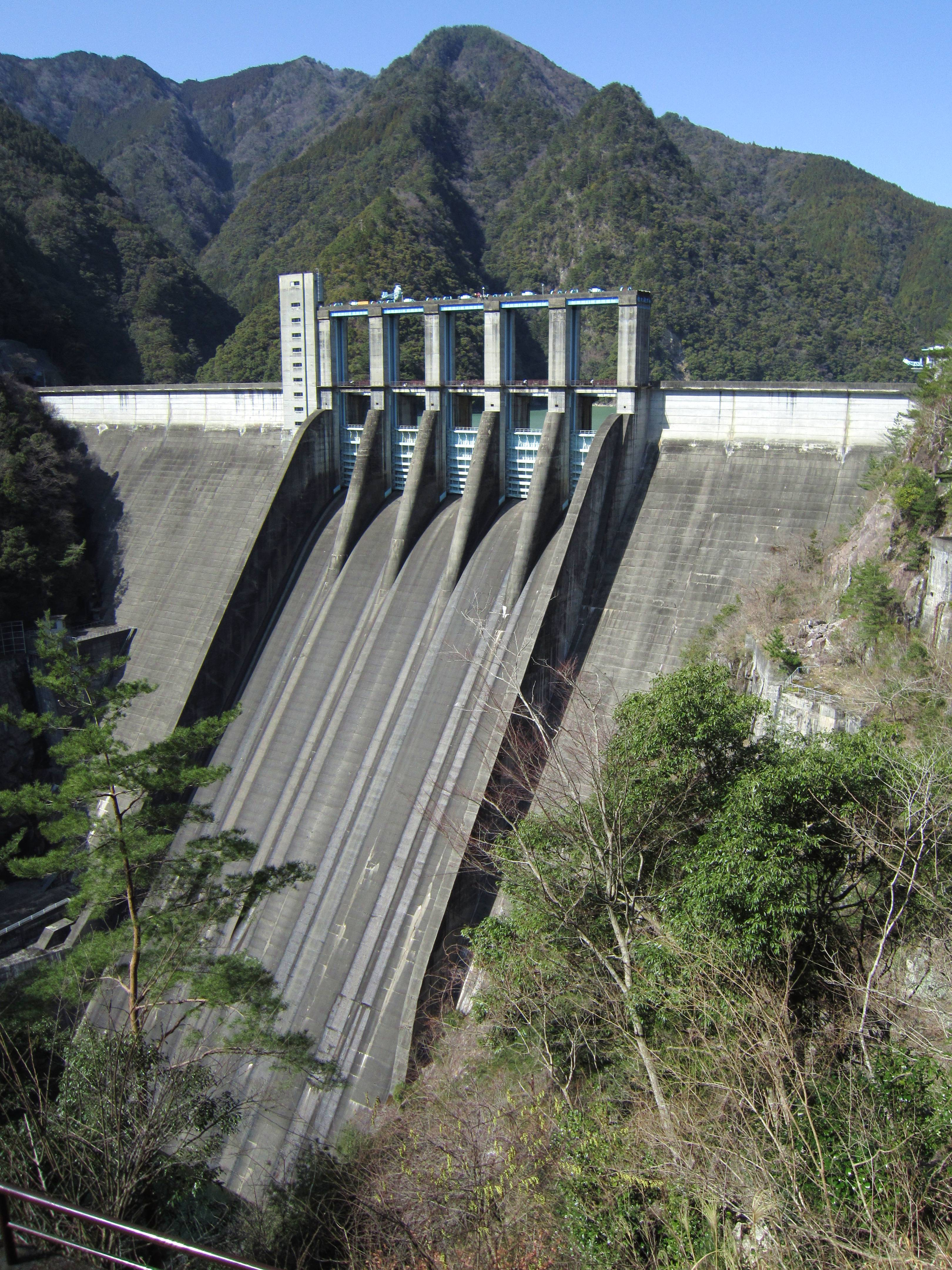
佐久間ダム

第二次世界大戦後の1951年（昭和26年）5月1日、電気事業再編成令に基づき日発東海支店と国策配電会社中部配電を再編成し、発送電と配電を一貫経営する新会社中部電力株式会社が発足した。取締役会長に海東要造、取締役社長に井上五郎がそれぞれ選任され、石川は横山通夫とともに取締役副社長に選ばれた。石川は副社長に就任するとともに、同社電源開発本部長も兼任した。副社長となったのは、井上が中部の電源開発は木曽川開発の実績がある石川に任せたいと考え推薦したためという。
電気事業の再編成が行われた当時は全国的に需要が供給を上回る電力不足の状況にあったので、中部電力は発足直後に電源開発本部を設置し、電源開発計画の策定に着手した。1951年10月には「中部電力電源開発の基本計画」を発表し、飛騨川の朝日ダム、大井川の井川ダム・天竜川の佐久間ダムなど大容量貯水池式発電所を中心に5か年で合計92万キロワットを開発するという開発計画を打ち出した。
電気事業再編成に続いて翌1952年（昭和27年）9月16日、電源開発促進法に基づく特殊会社として電源開発株式会社が発足。同年10月、中部電力が開発を計画していたが進捗していなかった佐久間ダムを電源開発にて開発することが決定した。12月には佐久間建設所が設置された。かくして電源開発に引き継がれた佐久間ダム建設計画であったが、ダム建設が行われる佐久間地点というのは、石川が福澤桃介の命で1921年に現地入りして調査していた地点で、日発東海支店時代もその開発を主張していた場所でもあった。電源開発の手に渡ったものの、石川は理事待遇の嘱託という形で中部電力副社長在任のまま佐久間建設所長となり、工事の陣頭に立つこととなった。翌1953年（昭和28年）4月、佐久間ダムの本工事が着手された。
1953年5月29日付で中部電力副社長を辞任。一方同年6月4日付で電源開発理事に就任した。電源開発に移籍したのは佐久間ダム建設の責任者を外部の人間に任せることに問題視する声が出たためで、中部電力では技術監督の取締役に下がった。同年11月、大規模ダム建設のための技術研究を目的に電源開発・中部電力・関西電力の3社によってアメリカ視察団が編成されると石川は団長となり、自身にとって30年ぶりとなるアメリカ視察を行う。翌1954年（昭和29年）2月帰国。帰国後の3月、渡米中に建設所長事務扱いとして代理を務めていた永田年に佐久間建設所長の座を譲り、本社に移ってそれまで副総裁の進藤武左ヱ門が兼任していた土木部長に就任した。
佐久間ダムはその後1955年（昭和30年）12月よりダムの湛水を順次開始。翌1956年（昭和31年）4月に佐久間発電所が出力25万キロワットにて営業運転を開始し、副ダム完成後の9月からは出力35万キロワットでの運転を始めた。この間の1956年5月29日付で石川は電源開発理事を退任、翌日付で中部電力取締役からも退いた。その3年後の1959年（昭和34年）9月9日、中部電力顧問在任のまま愛知県守山市（現・名古屋市守山区）の自宅で死去した。満72歳没。

## 主な役職
- 大同電力株式会社取締役：1937年6月 - 1939年3月[30]
- 日本発送電株式会社理事：1944年5月23日 - 1951年5月1日[40]
- 中部電力株式会社役員：
  - 取締役副社長：1951年5月1日 - 1953年5月29日[49]
  - 取締役：1953年5月29日 - 1956年5月30日[49]
- 電源開発株式会社理事：1953年6月4日 - 1956年5月29日[50][55]

## 伝記
- 『流れとともに 石川栄次郎伝』 - 有吉天川・出口啓輔著。輿論時代社より存命中の1955年に出版。藤波収が序文を寄す。